# Crnačko polje
Crnačko polje este o arie protejată (sit de importanță comunitară — SCI) din Croația întinsă pe o suprafață de 259,73 ha, integral pe uscat.

## Localizare
Centrul sitului Crnačko polje este situat la coordonatele 45°04′14″N 15°09′51″E / 45.070549°N 15.164258°E.

## Înființare
Situl Crnačko polje a fost declarat sit de importanță comunitară în iulie 2013 pentru a proteja 2 specii de animale.

## Biodiversitate
Situată în ecoregiunea alpină, aria protejată conține 2 habitate naturale: Pajiști cu Molinia pe soluri calcaroase, turboase sau argilos-nămoloase (Molinion caeruleae), Peșteri inaccesibile publicului.
La baza desemnării sitului se află mai multe specii protejate:
- amfibieni (1): proteu de peșteră (Proteus anguinus)
- nevertebrate (1): fluturele purpuriu (Lycaena dispar)